# ジェリンド・ボルディン
ジェリンド・ボルディン（Gelindo Bordin、1959年4月2日 - ）はイタリアヴィチェンツァ出身の元マラソン選手である。

## 経歴
1986年欧州選手権で男子マラソンで優勝した。翌1987年に地元で行われたローマ世界選手権では高温多湿となったレースでトップ集団からやや遅れて走り、後半の追い上げでダグラス・ワキウリ、アーメド・サラに続き3位に食い込んだ。
1988年ソウルオリンピックでは、ワキウリ、サラ、ボルディンの世界選手権のメダリスト3人と中山竹通との優勝争いと見られていた。レースは大方の予想通りこの4人の争いとなり最初に中山が脱落した。残った3人による駆け引きで、38km過ぎのサラのスパートに、ワキウリと共に離されて一時は完全に脱落したと思われたが、粘りの走りで40kmを過ぎてからワキウリ、サラを次々と逆転し、イタリア人初の五輪マラソン優勝を果たした。このレースはNHKが実況中継していたが、レースの解説者宗茂は、ボルディンが一時脱落したときに「イタリアの選手はここからが強いんです」と、ボルディンの優勝を予見するようなコメントを残している。
1990年に行われた欧州選手権で史上初のマラソン2連覇を果たした。しかし1991年の東京世界選手権では期待はずれの8位に終わった。
1992年バルセロナオリンピックにも出場し五輪連覇を目指したが、レース途中で転倒した選手に巻き込まれそうになったためとっさによけようとした際に足に肉離れを起こすアクシデントで途中棄権した。
1897年にボストンマラソンが始まって以来、アベベ・ビキラをはじめとする過去の名選手達でも破れなかった「五輪マラソンの覇者はボストンマラソンに勝てない」というジンクスが約1世紀近くもの間存在したが、ボルディンは1990年ボストンマラソンでジュマ・イカンガーらを相手にクレバーな追い上げで優勝し、長らく誰も破れなかったジンクスを初めて破った。彼は現在のところオリンピックとボストンマラソンの両方を制した唯一の男子選手となっているが、「また誰かが破るさ」と本人は語っている。
2008年2月3日に開催が予定されていた第30回神奈川マラソンに招待来日。大会は大雪のため中止となり参加賞のTシャツへのサイン会が行われた。

## 主な成績
- 1986年 欧州選手権優勝（シュトゥットガルト）
- 1987年 ローマ世界選手権3位
- 1988年 ソウルオリンピック金メダル
- 1990年 ボストンマラソン優勝
- 1990年 欧州選手権優勝（スプリト）

## マラソン全成績
- 1. 2時間13分20秒 優勝　1984.10.07　ミラノ（200m距離不足のため、非公認）
- 2. 2時間11分19秒 12位　1985.04.14　広島・ワールドカップ
- 3. 2時間34分19秒 優勝　1985.　　ボスコキエーザノーバ
- 4. 2時間15分13秒 7位　1985.09.15　ローマ・ヨーロッパ杯
- 5. 2時間19分42秒 2位　1986.05.01　ローマ・イタリア選手権
- 6. 2時間10分54秒 優勝　1986.08.30　シュツットガルト・ヨーロッパ選手権
- 7. 2時間16分03秒 優勝  1987.05.01　ローマ
- 8. 2時間12分40秒 3位　1987.09.06　ローマ・世界選手権（銅メダル獲得）
- 9. 途中棄権　　　　　　1987.10.11　ベネチア
- 10. 2時間09分27秒　4位　1988.04.18　ボストン
- 11. 2時間10分32秒　優勝　1988.10.02　ソウル五輪（金メダル獲得）
- 12. 2時間09分40秒　3位　1989.11.05　ニューヨーク
- 13. 2時間08分19秒　優勝　1990.04.16　ボストン（生涯ベスト記録）
- 14. 2時間14分02秒　優勝　1990.09.01　スプリト・ヨーロッパ選手権
- 15. 2時間13分42秒　優勝　1990.10.07　ベネチア
- 16. 途中棄権　　　　　　1991.04.21　ロンドン・ワールドカップ
- 17. 2時間17分03秒 8位　1991.09.01　東京・世界選手権（入賞）
- 18. 途中棄権　　　　　　1992.08.09　バルセロナ・オリンピック